# Kanton (Szwajcaria)

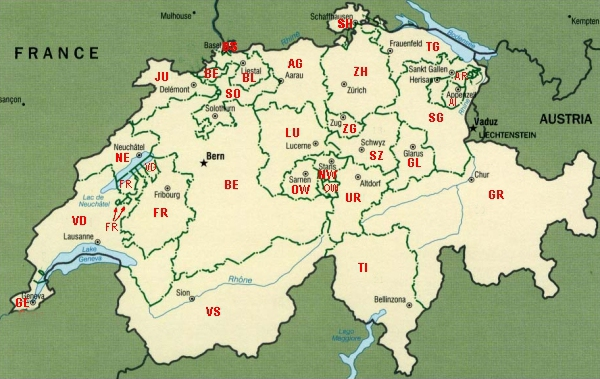
Podział administracyjny Szwajcarii (z naniesionymi kodami kantonów)

Kanton – podstawowa, terytorialna jednostka administracyjna Szwajcarii.
Szwajcaria jest państwem federacyjnym, składającym się z 26 kantonów, 143 okręgów i 2222 gmin, które posiadają bardzo szeroką autonomię. Aż do połowy XIX wieku kantony były samodzielnymi mini-państwami, które posiadały własne armie, same strzegły granic i biły własną monetę. Przekształcenie Szwajcarii z luźnej federacji nieposiadającej instytucji centralnych w państwo federalne nastąpiło dopiero w 1848 r.
W XVI wieku Konfederacja Szwajcarska składała się z 13 niezależnych małych państw, protoplastów obecnych kantonów. Formalnie stanowiły one część Rzeszy Niemieckiej i były nazywane przez administrację Rzeszy kantonami. Były one dzielone na kantony „leśne” i kantony „miejskie”. Uzyskały one praktyczną niezależność po wspólnym pokonaniu cesarza Maksymiliana I Habsburga w 1499 r.
W sześciu „leśnych” kantonach funkcjonowała demokracja bezpośrednia, polegająca na podejmowaniu wszelkich wspólnych decyzji na wiecach kantonalnych. Siedem kantonów „miejskich” było zarządzanych formalnie przez rady miast, które były kontrolowane przez oligarchiczne układy tworzone przez najbogatszych kupców i rzemieślników.
Do starej konfederacji 13 kantonów, w 1803 r. przyłączono 6 kantonów z południowo-wschodniej części obecnej Szwajcarii, a w 1815 r. – 3 kantony z zachodniej części kraju.
Obecnie każdy kanton ma swoją własną konstytucję, która określa zasady działania ciał tworzących prawo (parlamenty lokalne), sprawujących rządy (rządy lokalne) i egzekwujących prawo (lokalne sądy, prokuratury i policję). W większości kantonów funkcjonują jednoizbowe parlamenty, w których zasiada od 58 do 200 posłów. Rządy kantonów liczą od 5 do 7 ministrów. Niemal wszystkie elementy władzy są realizowane przez kantony, gdyż szwajcarska konstytucja maksymalnie ogranicza prerogatywy rządu i parlamentu federalnego. Władze kantonalne samodzielnie określają stopień autonomii gmin. W niektórych kantonach gminy posiadają niemal całą władzę, podczas gdy inne są bardziej scentralizowane. Wynika to m.in. ze znacznych różnic w wielkości kantonów. Najmniejszy kanton ma 37 km² (Bazylea-Miasto) i 14 900 obywateli (Appenzell Innerrhoden), podczas gdy największy liczy 1 244 400 obywateli (Zurych) i 7105 km² (Gryzonia).
Obecnie już tylko w dwóch kantonach władza jest rzeczywiście sprawowana w formie pełnej demokracji bezpośredniej, w formie organizowania wieców kantonalnych (Landsgemeinde), na których każdy obywatel kantonu ma prawo wypowiedzieć się w każdej sprawie oraz bezpośrednio wybrać członków swojego rządu. We wszystkich pozostałych kantonach parlamenty i rządy są wybierane poprzez znane z innych krajów wrzucanie kartek wyborczych do urny.
Aż do czasu utworzenia kantonu Jury w 1978 r., nie tworzono nigdy nowych kantonów. Wynikałoby z tego, że kantonów powinno być 23. Jednak ze względu na problemy administracyjne i odpowiednie, proporcjonalne reprezentowanie ludności wszystkich kantonów w parlamencie krajowym część kantonów była dzielona na dwa lub więcej okręgów wyborczych. W 1999 r. w ramach tworzenia nowej konstytucji całej federacji zdecydowano się formalnie podzielić te kantony zgodnie z podziałem okręgów wyborczych, co zwiększyło ich liczbę do 26. Do Rady Kantonów (przedstawicielstwo kantonów w parlamencie) 20 kantonów deleguje po 2 dwóch członków, natomiast 6 kantonów (dawnych półkantonów) po jednym. Są to:
- Obwalden i Nidwalden (jako Unterwalden),
- Appenzell Innerrhoden i Ausserrhoden (jako Appenzell),
- Bazylea-Miasto i Bazylea-Okręg (jako Bazylea).

## Lista kantonów
| Herb          | Kod | Kanton                 | Od   | Stolica      | Liczba ludności (2014) | Pow. (km²) | Gęst. zalud. (os./km²) | Liczba gmin | Język urzędowy                        |
| ------------- | --- | ---------------------- | ---- | ------------ | ---------------------- | ---------- | ---------------------- | ----------- | ------------------------------------- |
| Flaga kantonu | ZH  | Zurych                 | 1351 | Zurych       | 1 446 354              | 1729       | 870,8                  | 171         | niemiecki                             |
| Flaga kantonu | BE  | Berno                  | 1353 | Berno        | 1 009 418              | 5959       | 172,8                  | 399         | niemiecki, francuski                  |
| Flaga kantonu | LU  | Lucerna                | 1332 | Lucerna      | 394 604                | 1493       | 276,1                  | 107         | niemiecki                             |
| Flaga kantonu | UR  | Uri                    | 1291 | Altdorf      | 36 008                 | 1076       | 34,1                   | 20          | niemiecki                             |
| Flaga kantonu | SZ  | Schwyz                 | 1291 | Schwyz       | 152 759                | 908        | 179,4                  | 30          | niemiecki                             |
| Flaga kantonu | OW  | Obwalden               | 1291 | Sarnen       | 36 834                 | 491        | 76,6                   | 7           | niemiecki                             |
| Flaga kantonu | NW  | Nidwalden              | 1291 | Stans        | 42 080                 | 276        | 174,4                  | 11          | niemiecki                             |
| Flaga kantonu | GL  | Glarus                 | 1352 | Glarus       | 39 794                 | 685        | 58,5                   | 28          | niemiecki                             |
| Flaga kantonu | ZG  | Zug                    | 1352 | Zug          | 120 089                | 239        | 579,6                  | 11          | niemiecki                             |
| Flaga kantonu | FR  | Fryburg                | 1481 | Fryburg      | 303 377                | 1671       | 190,4                  | 242         | francuski, niemiecki                  |
| Flaga kantonu | SO  | Solura                 | 1481 | Solura       | 263 719                | 790        | 333,6                  | 126         | niemiecki                             |
| Flaga kantonu | BS  | Bazylea-Miasto         | 1501 | Bazylea      | 190 580                | 37         | 5157,8                 | 3           | niemiecki                             |
| Flaga kantonu | BL  | Bazylea-Okręg          | 1501 | Liestal      | 281 301                | 518        | 543,4                  | 86          | niemiecki                             |
| Flaga kantonu | SH  | Szafuza                | 1501 | Szafuza      | 79 417                 | 298        | 266,4                  | 34          | niemiecki                             |
| Flaga kantonu | AR  | Appenzell Ausserrhoden | 1513 | Herisau      | 54 064                 | 243        | 222,6                  | 20          | niemiecki                             |
| Flaga kantonu | AI  | Appenzell Innerrhoden  | 1513 | Appenzell    | 15 854                 | 172        | 91,9                   | 6           | niemiecki                             |
| Flaga kantonu | SG  | Sankt Gallen           | 1803 | Sankt Gallen | 495 824                | 2031       | 254,1                  | 90          | niemiecki                             |
| Flaga kantonu | GR  | Gryzonia               | 1803 | Chur         | 195 886                | 7105       | 27,6                   | 211         | niemiecki, romansz, włoski            |
| Flaga kantonu | AG  | Argowia                | 1803 | Aarau        | 645 277                | 1404       | 462,5                  | 232         | niemiecki                             |
| Flaga kantonu | TG  | Turgowia               | 1803 | Frauenfeld   | 263 733                | 992        | 305,5                  | 80          | niemiecki                             |
| Flaga kantonu | TI  | Ticino                 | 1803 | Bellinzona   | 350 363                | 2812       | 127,8                  | 244         | włoski                                |
| Flaga kantonu | VD  | Vaud                   | 1803 | Lozanna      | 761 446                | 3212       | 269,9                  | 382         | francuski                             |
| Flaga kantonu | VS  | Valais                 | 1815 | Sion         | 331 763                | 5225       | 63,6                   | 160         | francuski, niemiecki                  |
| Flaga kantonu | NE  | Neuchâtel              | 1815 | Neuchâtel    | 177 327                | 802        | 247,4                  | 62          | francuski                             |
| Flaga kantonu | GE  | Genewa                 | 1815 | Genewa       | 477 385                | 282        | 1942,2                 | 45          | francuski                             |
| Flaga kantonu | JU  | Jura                   | 1979 | Delémont     | 72 410                 | 839        | 86,4                   | 83          | francuski                             |
|               | CH  | Szwajcaria             |      |              | 8 237 666              | 41 290     | 206                    | 2890        | niemiecki, francuski, włoski, romansz |

Dwuliterowe skróty szwajcarskich kantonów są powszechnie stosowane w tym kraju, m.in. na tablicach rejestracyjnych.